# Полтавський Євромайдан
Полтавський Євромайдан — серія протестних акцій в Полтаві протягом листопада 2013 року — лютого 2014 року, що відбувались в рамках Євромайдану.
Традиційно мітинги проходили на площі біля Полтавської ОДА за адресою вул. Жовтнева 44 о 17:00 або о 17:30, в неділю о 12:00. Крім того активісти регулярно проводили пікети владних установ, автопробіги, марші містом.

## Учасники
ЛідериСергій Каплін, Юрій Бублик, Петро Ворона, Олександр Коба, Роман Чабановський, Євген Лопушинський та інші.
Партії«Батьківщина», «УДАР», «Свобода», «За Україну».
Громадські організації«ЗЛАМ Стереотипів», «Демократичний Альянс», «Ми європейці», «Автомайдан», «Правий Сектор».

## Хронологія подій
21 листопада —  протягом дня активісти опозиційних партій розповсюдили серед мешканців обласного центру звернення-листівку, у якому закликали захистити євроінтеграційний курс та приєднатися до акції громадянської непокори.
22 листопада — о 16:30 біля будівлі ОДА зібралось 100–200 людей на мітинг організований опозиційними партіями з вимогою підписати угоду про асоціацію з ЄС. Виступили представники обласних партійних організацій «Батьківщини» (Юрій Кривошеєв),  «УДАРу» (Петро Ворона), «Свободи» (Роман Чабановський), «За Україну!» (Олег Пустовгар). Мітинг вів активіст Національної Спілки журналістів України (НСЖУ) Євген Лопушинський..
23 листопада - під час  вшанування пам’яті жертв Голодомору-геноциду 1932-33 рр. в центрі Полтави ведучий мітингу-реквієму, депутат ВР попередніх скликань Микола Кульчинський оприлюднив  звернення  відвідати  наступного дня громадську акцію на Театральній площі.
24 листопада — на позапартійний мітинг ініційований ГО «ЗЛАМ Стереотипів» зібралось близько 200 осіб. Спочатку мітинг проходив на площі біля театру ім. М. В. Гоголя, потім активісти пройшли маршем до міської ради та ОДА.
26 листопада — студенти вручну намалювали прапор розміром 1,7ч3 м який було передано у Вільнюс на саміт Східного партнерства.
25-26 листопада — проходили позапартійні мітинги координатором яких виступав «Злам Стереотипів».
27 листопада — відбувся перший об'єднаний мітинг політичних та громадських сил. Було вирішено повністю відмовитись від партійних прапорів.
Нові Санжари стали першим райцентром на Полтавщині, де,  згідно з рішенням селищного голови Андрія Реки,  вивісили  прапор Європейського союзу. 
30 листопада — близько 17-00 год. Майдан біля ОДА заповнили близько 800 осіб. Так полтавці відреагували на силовий розгін Євромайдану у Києві в ніч з 29 на 30 листопада. Мітинг вели голова обласної організації партії «За Україну!» Олег Пустовгар та активіст НСЖУ Євген Лопушинський. Окрім громадських діячів на зібранні промовляли народні депутати з Полтави Валерій Головко («Батьківщина», «Фронт Змін»), Юрій Бублик («Свобода») та депутат ВР попередніх скликань, дисидент-шістдесятник, голова Полтавського обласного об’єднання ВУТ «Просвіта» Микола Кульчинський.
1 грудня — у зв'язку з розгоном майдану в Києві на віче зібралось близько 2 000 людей . Частина активістів на чолі з народним депутатом Юрієм Бубликом пішли на переговори з начальником МВС України в Полтавській області Едуардом Федосовим та отримало від нього гарантії не застосування сили роти мирних мітингувальників в Полтаві.
4 грудня — біля Полтавської ОДА було встановлено намет.
11 грудня — кілька десятків полтавців, обурених черговим штурмом Євромайдану силовиками, пікетували Полтавську ОДА та головне управління УМВС України у Полтавській області. Пікетувальники висунули дві вимоги — відставка чинного Президента України та повернення бійців полтавського «Беркуту» додому.
12 грудня — майданівці пікетували обласну телерадіокомпанію «Лтава». Було досягнуто домовленості про виступ представників Майдану на телебаченні та радіо.
16 грудня — відбувся пікет ОДА з вимогою не відправляти полтавських бюджетників на «антимайдан».
22 грудня — на майдані відбувся рок-концерт. Виступили гурти Пан Коцький, Сестра Керрі, Сем та інші.
31 грудня- 1 січня — на майдані відбулось святкування Нового Року.
7 січня — на майдані відбулось театралізоване дійство присвячене Різдву.
11 січня — представники Полтавського Майдану Олександр Коба, Ігор Кіянчук та Ірина Земляна взяли участь в Першому всеукраїнському Форумі Євромайданів.
20 січня — у зв'язку з прийняттям закону «Колісніченка-Олійника» представники обласної влади почали погрожувати майданівцям силовим демонтажем намету.
22 січня — було проведено автопробіг до Дня Соборності України. Ввечері невідомими була вчинена спроба штурму ОДА, але лідери майдану та керівники місцевої міліції в ході діалогу змогли уникнути силового сценарію.
24 січня — було розбито автомобіль активіста Автомайдану Олега Кучі. Кілька тисяч мітингувальників висунули ультиматум голові Полтавської ОДА Олександру Удовіченку з вимогою звільнитись до 12:00 25 січня.
25 січня — мітингувальники зайняли приміщення обласної ради, було створено Народна Раду Полтавщини.
27 січня — відбувся пікет Управління МВС України у Полтавській області. До пікетувальників вийшов начальник обласного відділу міліції охорони громадського порядку Ігор Родич. Пікетувальники попросили підполковника дати пояснення щодо затримання кременчуцьких протестувальників міліцією. Також активістів хвилювало місце несення служби бійців полтавського «Беркуту».
30 січня — у Полтаві пікетували міську раду, люди вимагали схвалити звернення щодо проведення позачергових виборів Президента та Верховної Ради.
8 лютого — Голова обласної ради Іван Момот дозволив майданівцям знаходитись в приміщенні облради. Біля стін ОДА відбувся провладний мітинг.
10 лютого — Київський районний суд Полтави постановив звільнити приміщення обласної ради протягом тижня.
11 лютого — близько 6:30 ранку в приміщенні облради було відімкнене світло.
13 лютого — відбувся попереджувальний страйк.
15 лютого — Полтавський Майдан відвідав Віталій Кличко.
16 лютого — активіста звільнили приміщення обласної ради.
19 лютого — протягом всього дня відбувались протестні акції. Активісти перекривали рух в центрі міста, пікетували будівлі ОДА, СБУ та МВС. Ввечері було спалено офіс Партії Регіонів. Близько 19:30 активна група протестувальників розпочала штурм ОДА. В хід пішли петарди, вибухові пакети, почали розбивати скло на вікнах та на дверях входу. В будівлю полетіло декілька коктейлів Молотова, один з них потрапив в кабінет на 1-му поверсі і там почалася пожежа. На початок штурму міліції не було. Хвилин через 15 з приміщення облдержадміністрації з'явилося близько 200 правоохоронців в шоломах та з щитами. В хід пішли світло-шумові гранати, правоохоронці відтіснили протестувальників з площі біля ОДА. Натовп почав відступати. Один протестувальник був захоплений міліцією. В ході переговорів лідерів майдану з керівництвом УМВС було вирішено, що міліція відпускає єдиного «полоненого» та заходить до приміщення ОДА, декілька десятків протестувальників блокують будівлю ззовні — адміністрація перестає працювати.
20 лютого — між представниками Народної ради Полтавщини та міліцією відбулися переговори. Про це на Полтавському майдані повідомив активіст Євромайдану Олександр Коба. Він зазначив, що в перемовинах взяли участь взяв голова: Полтавської ОДА, голова СБУ, представники прокуратури, голова обласної та міської міліції. Біло досягнуто домовленість про спільне патрулювання міста та створення блокпостів для затримання автобусів з «тітушками».
21 лютого — було знесено пам'ятник Леніну.
22 лютого — після завершення позачергової сесії міськради активісти протягом всього дня блокували міського голову Олександра Мамая з вимогою піти у відставку.
23 лютого — на майдані було розібрано барикади.
2 березня — відбувся масовий мітинг проти російської агресії.